# Hubertus von Bonin
Hubertus von Bonin (3 de agosto de 1911 - 15 de dezembro de 1943) foi um oficial alemão que serviu durante a Segunda Guerra Mundial. Foi condecorado com a Cruz de Cavaleiro da Cruz de Ferro.

## Carreira

### Patentes
- Leutnant
- Oberleutnant
- Hauptmann
- Major
- Oberstleutnant

## Condecorações
- Flugzeugführer-Abzeichen
- Cruz Espanhola em Ouro com Espadas
- Cruz de Ferro 2ª Classe
- Cruz de Ferro 1ª Classe
- Cruz de Cavaleiro da Cruz de Ferro - 21 de dezembro de 1942
- Cruz Germânica em ouro - 16 de novembro de 1942